# Final de la Copa Mundial de Rugby de 1995
La Final de la Copa Mundial de Rugby de 1995 fue un partido de rugby que se jugó el 24 de junio de 1995 en el Estadio Ellis Park de Johannesburgo. La jugaron All Blacks y Springboks, siendo el enfrentamiento más importante de la rivalidad en la historia.
El partido fue muy parejo, con defensas altamente eficaces y constante juego físico, sin destacar ningún equipo pero neutralizando recíprocamente las cualidades del otro. Los puntos fueron anotados por los aperturas Andrew Mehrtens (12: tres penales y un drop) y Joel Stransky (15: tres penales y dos drops), quien marcó el drop en tiempo extra que selló la victoria y la consagración de Sudáfrica como campeón del Mundo.
Antes del partido Nelson Mandela, presidente sudafricano, ingresó al campo con una camiseta de los Springboks y saludó personalmente a los 30 jugadores. Al final, entregó la Copa Webb Ellis al capitán sudafricano Francois Pienaar; quien agradeció a su líder por unir a las razas sudafricanas.

## Camino a la final

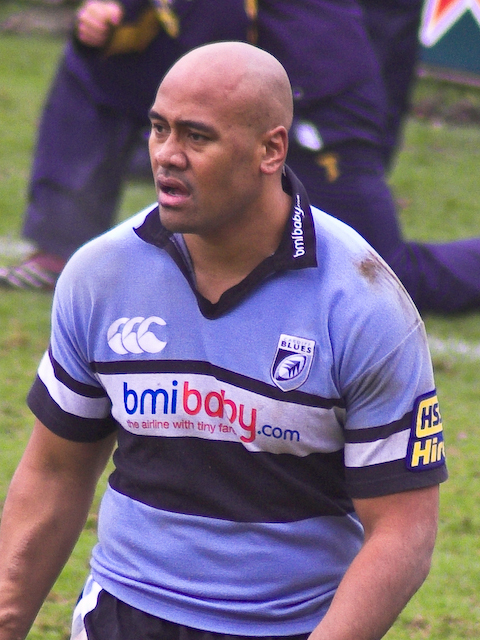
Jonah Lomu (NZ) fue el mejor jugador del torneo.

La final enfrentó al anfitrión y Nueva Zelanda, ambos ganaron su grupo de forma invicta y fueron indudablemente los mejores participantes del torneo.

### Sudáfrica
Los Springboks tuvieron la defensa más exitosa con solo 55 puntos en contra (9,16 por partido), la mejor bisagra (Stransky y Joost van der Westhuizen) y un rendimiento general alto. Vencieron a los Wallabies (reinantes campeones) por el grupo A, a Samoa en cuartos y a la invicta Francia en semifinales.

### Nueva Zelanda
Los All Blacks fueron el seleccionado excelente. Jonah Lomu fue el mejor jugador del mundial, tuvieron el scrum más fuerte; con cinco jugadores en el equipo ideal y el ataque más efectivo; al marcar 315 puntos (145 a Japón), con Marc Ellis y Lomu anotando siete tries.

## Legado
El momento inmediato al después del partido es considerado uno de los más icónicos en la historia de deporte. A Pienaar se le preguntó sobre el apoyo de los espectadores del estadio y, en referencia a las razas de su país, contestó:

No tuvimos el apoyo de 63.000, tuvimos el apoyo de 43 millones de sudafricanos.
Francois Pienaar, capitán sudafricano

La entrega de la Copa Webb Ellis de Mandela a Pienaar es considerado el momento más emblemático del rugby de todos los tiempos.

## Detalles de partido
|  |  |

| FB             | 15 | André Joubert            |  |         |
| WG             | 14 | James Small              |  | 97' 97' |
| CT             | 13 | Japie Mulder             |  |         |
| CT             | 12 | Hennie le Roux           |  |         |
| WG             | 11 | Chester Williams         |  |         |
| AP             | 10 | Joel Stransky            |  |         |
| MS             | 9  | Joost van der Westhuizen |  |         |
| N8             | 8  | Mark Andrews             |  | 90' 90' |
| AL             | 7  | Ruben Kruger             |  |         |
| AL             | 6  | Francois Pienaar         |  |         |
| SL             | 5  | Hannes Strydom           |  |         |
| SL             | 4  | Kobus Wiese              |  |         |
| PL             | 3  | Balie Swart              |  | 68' 68' |
| HK             | 2  | Chris Rossouw            |  |         |
| PL             | 1  | Os du Randt              |  |         |
| Sustituciones: |    |                          |  |         |
| HK             | 16 | Naka Drotské             |  |         |
| WG             | 17 | Brendan Venter           |  | 97' 97' |
| AL             | 18 | Rudolph Straeuli         |  | 90' 90' |
| MS             | 19 | Johan Roux               |  |         |
| PL             | 20 | Garry Pagel              |  | 68' 68' |
| FB             | 21 | Gavin Johnson            |  |         |
| Entrenador:    |    |                          |  |         |
| Kitch Christie |    |                          |  |         |

| FB             | 15 | Glen Osborne         |  |         |         |
| WG             | 14 | Jeff Wilson          |  | 55' 55' |         |
| CT             | 13 | Frank Bunce          |  |         |         |
| CT             | 12 | Walter Little        |  |         |         |
| WG             | 11 | Jonah Lomu           |  |         |         |
| AP             | 10 | Andrew Mehrtens      |  |         |         |
| MS             | 9  | Graeme Bachop        |  | 67'     | 67'     |
| N8             | 8  | Zinzan Brooke        |  |         |         |
| AL             | 7  | Josh Kronfeld        |  |         |         |
| AL             | 6  | Mike Brewer          |  | 40' 40' |         |
| SL             | 5  | Robin Brooke         |  |         |         |
| SL             | 4  | Ian Jones            |  |         |         |
| PL             | 3  | Olo Brown            |  |         |         |
| HK             | 2  | Sean Fitzpatrick (c) |  |         |         |
| PL             | 1  | Craig Dowd           |  | 83' 83' |         |
| Sustituciones: |    |                      |  |         |         |
| WG             | 16 | Marc Ellis           |  | 55' 55' |         |
| AP             | 17 | Simon Culhane        |  |         |         |
| MS             | 18 | Ant Strachan         |  | 67' 67' | 70' 70' |
| AL             | 19 | Jamie Joseph         |  | 40' 40' |         |
| PL             | 20 | Richard Loe          |  | 83' 83' |         |
| HK             | 21 | Norma Hewitt         |  |         |         |
| Entrenador:    |    |                      |  |         |         |
| Laurie Mains   |    |                      |  |         |         |

## Película
El proyecto de Mandela, unir a las razas de su país con el mundial de 1995, fue plasmado por Clint Eastwood en su película Invictus, presentando a Morgan Freeman como Mandela y Matt Damon como Pienaar. Se estrenó en 2009 y la final se filmó en el mismo estadio.